# Стружка

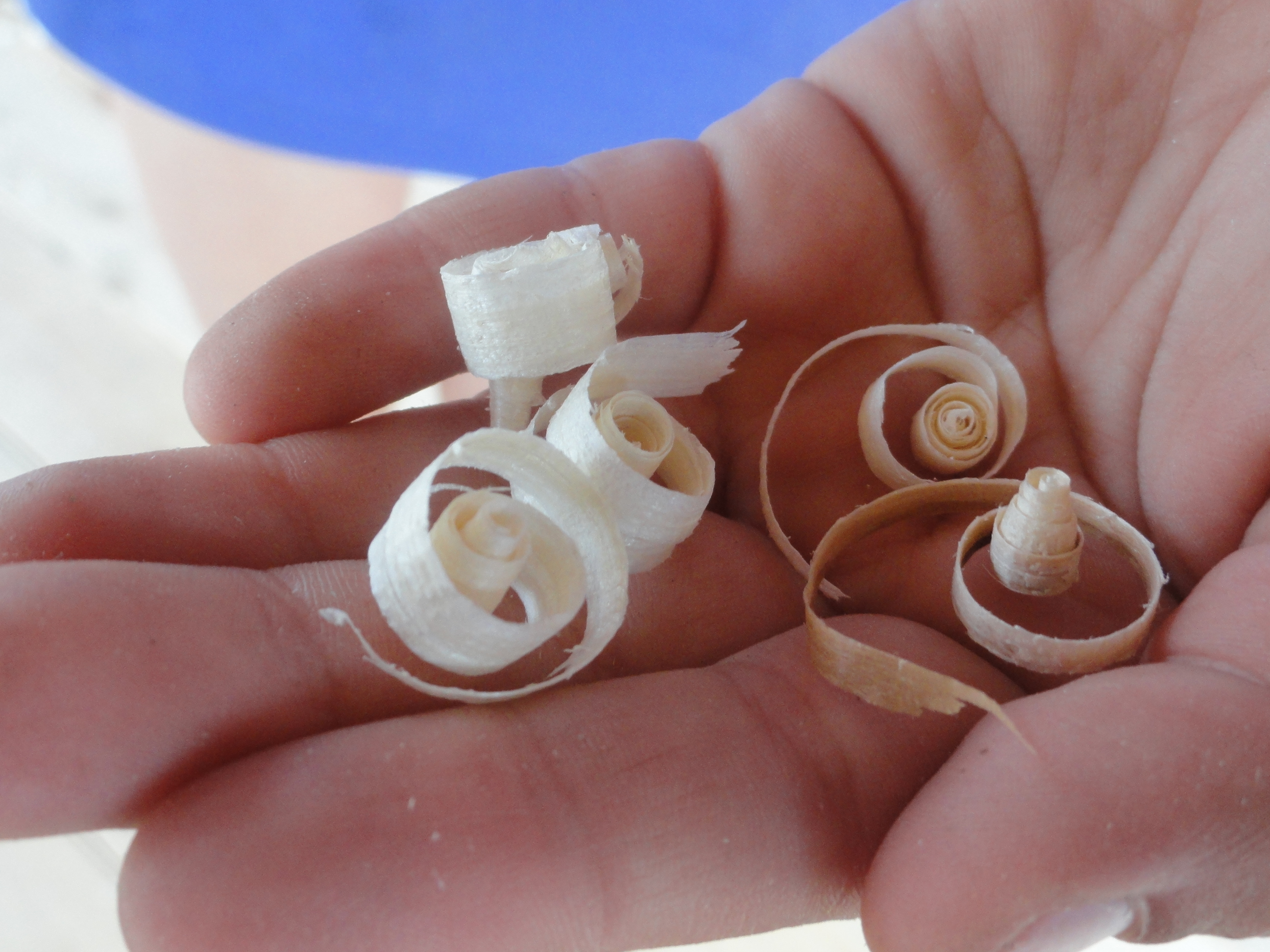
Древесная стружка, полученная строганием с помощью ручного рубанка

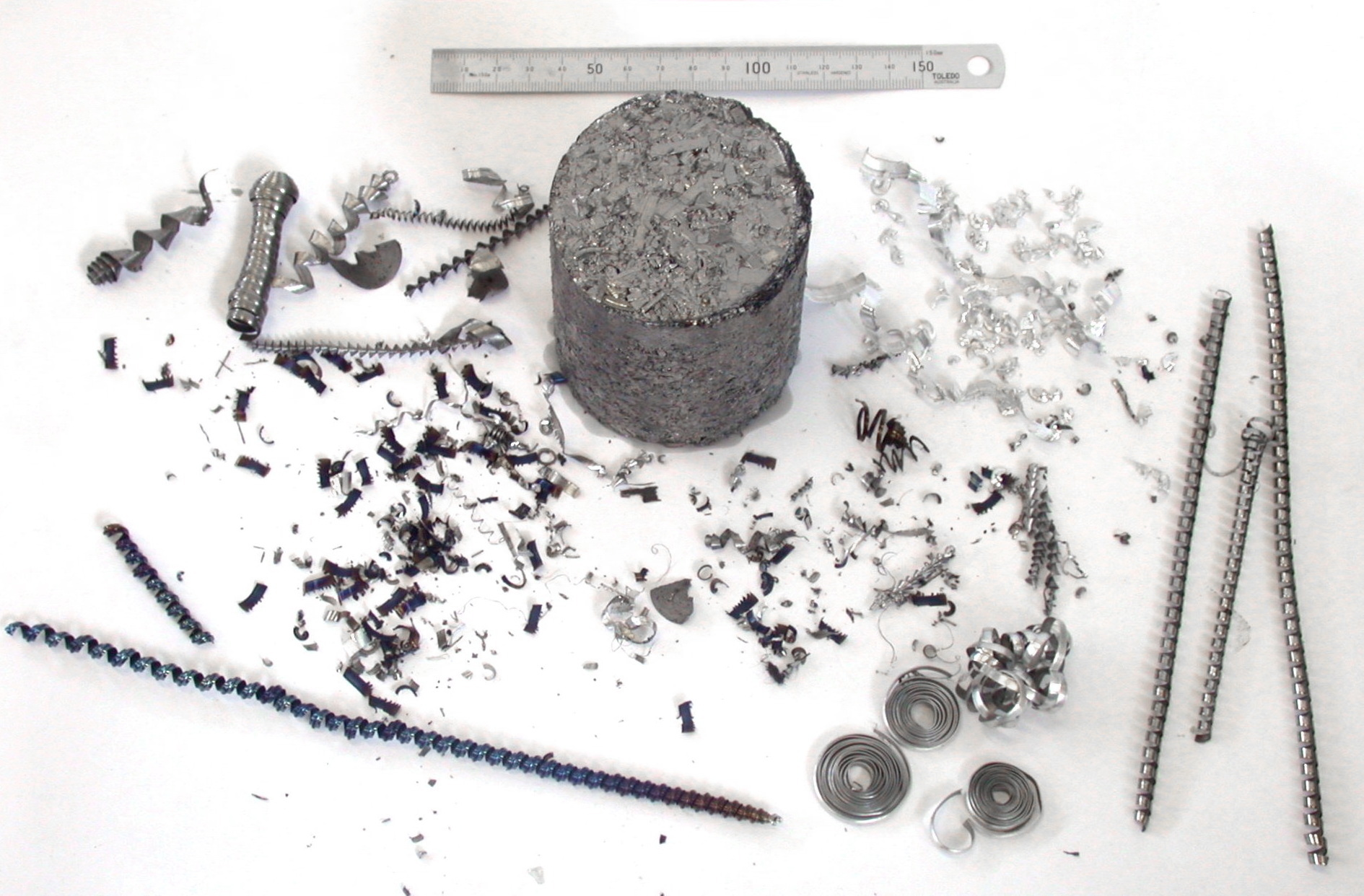
Примеры металлической стружки, в том числе блок прессованной стружки

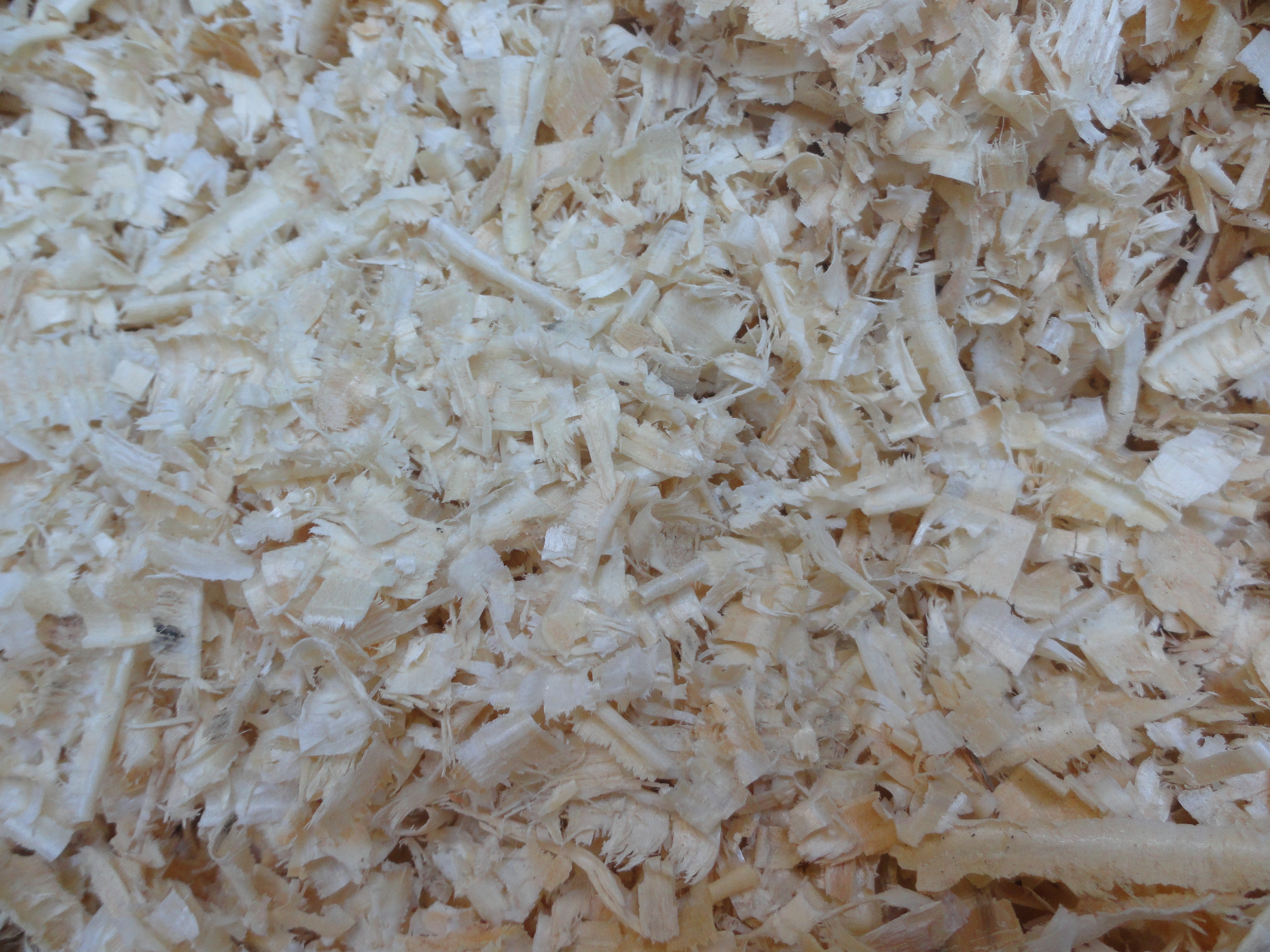
Древесная стружка, произведенная строгальным станком

Стружка — небольшой кусочек дерева, металла, пластмассы или другого материала, представляющий собой тонкий и узкий слой, срезанный ножом, строгательным или металлорежущим инструментом. Различают металлическую стружку, древесную стружку, и т.д.

## Металлическая стружка
При обработке металлов резанием в зависимости от их физико-механических свойств образуются различные виды стружек. Основные виды стружек были установлены и изучены проф. И. А. Тиме, который выделил три вида: стружку надлома, скалывания и сливную.
Сливная стружка образуется при обработке меди, при обработке чугуна образуется надломная, при обработке твёрдых материалов (сталей, победитов) — стружка скола.

## Древесная стружка
Древесная стружка является одним из видов измельчённой древесины наряду с опилками, щепой, древесной мукой и т. п.. Она может как изготовляться специально на стружечных станках из стружечного кряжа, так и получаться в качестве отходов деревообработки. По форме может быть плоской, закрученной или игольчатой — с длиной, превышающей примерно равные толщину и ширину.